# Björkudden, Ingå
Björkudden är en udde i Finland.   Den ligger i den ekonomiska regionen  Raseborg  och landskapet Nyland, i den södra delen av landet, 50 km väster om huvudstaden Helsingfors.
Terrängen inåt land är platt. Havet är nära Björkudden åt sydost.  Närmaste större samhälle är Ingå, 1,6 km norr om Björkudden. 